# Steve Scott (athlétisme)
Pour les articles homonymes, voir Scott et Steve Scott.
Steve Scott (né le 5 mai 1956 à Upland) est un athlète américain spécialiste des courses de demi-fond, s'illustrant notamment dans l'épreuve du Mile.

## Palmarès
| Date | Compétition           | Lieu         | Résultat | Épreuve |
| ---- | --------------------- | ------------ | -------- | ------- |
| 1983 | Championnats du monde | Helsinki     | 2e       | 1 500 m |
| 1984 | Jeux olympiques       | Los Angeles  | 10e      | 1 500 m |
| 1986 | Finale du Grand Prix  | Rome         | 1er      | Mile    |
| 1987 | Jeux panaméricains    | Indianapolis | 3e       | 1 500 m |
| 1987 | Championnats du monde | Rome         | 12e      | 1 500 m |

### Records personnels
| Épreuve | Performance   | Lieu | Date            |
| ------- | ------------- | ---- | --------------- |
| 1 500 m | 3 min 31 s 76 | Nice | 16 juillet 1985 |
| Mile    | 3 min 47 s 69 | Oslo | 7 juillet 1982  |